# فرودگاه توکاچی-اوبیهیرو
فرودگاه توکاچی-اوبیهیرو (به انگلیسی: Tokachi-Obihiro Airport) یک فرودگاه همگانی با کد یاتا OBO است که یک باند فرود آسفالت دارد و طول باند آن ۲۵۰۰ متر است. این فرودگاه در شهر اوبیهیرو کشور ژاپن قرار دارد .

## شرکت‌های هواپیمایی و مقصدهای پروازی
| شرکت‌های هواپیمایی | مقصدهای پروازی            |
| ----------------- | ------------------------- |
| ایر دو            | هانه‌دا                    |
| خطوط هوایی ژاپن   | هانه‌دا فصلی: چوبو سنترایر |